# Gyaos
Gyaos (ギャオス 'Gyaos'?), es el nombre de un daikaiju de la serie de películas de Gamera, aparecido por primera vez en 1967 en la película Gamera vs. Gyaos, y es uno de los más famosos enemigos de Gamera. 
Gyaos se asemeja a una gigantesca criatura similar a un pterosaurio o murciélago, con una cabeza aplanada en forma de flecha, alas de cuero con tres garras en cada una de ellas, pies talonados y una cola plana. Es de color marrón rojizo en todas las encarnaciones. El Gyaos de Gamera: Daikaijū Kūchū Kessen tiene un aspecto más aerodinámico, con grandes alas y un largo cuello, así como ojos rojos después de su evolución en Tokio.

## Apariciones

### Era Showa
En Gamera vs. Gyaos, Gyaos apareció en Japón saliendo de una gran caverna, y comenzó a succionar sangre (principalmente del ganado y seres humanos). Gamera se enfrentó a Gyaos, y después de la batalla, Gyaos se ve obligado a huir y Gamera se ve obligada a albergarse en el océano para recuperarse. Pronto se revela de que la luz causa que la piel de Gyaos se dañe, por lo que la luz de la ciudad de Nagoya mantiene a Gyaos lejos. Gamera pronto regresa para terminar con Gyaos y, después de una batalla en el aire, Gyaos corta su propio pie para escapar del sol. Los protagonistas elaboran un plan para colocar sangre artificial en una azotea en Nagoya. El plan es atraer a Gyaos a beber la sangre hasta que el sol llegue y lo mate. Pero Gyaos demostró ser más astuto que lo originalmente pensado y utilizó un extraño ataque de niebla para protegerse del sol. El siguiente plan fue atraer a Gamera para llevar a Gyaos al bosque y encenderlo en llamas. Gyaos utiliza su ataque de niebla para apagar las llamas, pero Gamera, finalmente, derrota a Gyaos al tirar a la bestia a un volcán. Gyaos apareció brevemente en Gamera vs. Guiron, como una víctima del oponente de Gamera. Esta versión en particular se llama "Silver Gyaos" o "Space Gyaos" debido a su color plateado y origen extraterrestre. Escenas de Gyaos más tarde se mostraron en la película de la serie Shōwa Uchū Kaijū Gamera, entre otras.

### Era Heisei
En 1995, se revivió a Gyaos con Gamera para la primera película de la era Heisei de Gamera, Gamera: Daikaijū Kūchū Kessen, que sigue una historia similar a la anterior. En este sentido, Gyaos es reimaginado como creación de la civilización antigua Atlantis diseñado para controlar la contaminación. Sin embargo, la reproducción asexual de Gyaos se sale de control y destruye de sus creadores. Como último forma de defensa, crearon a Gamera, que eliminó a Gyaos, aunque no a tiempo para salvar a los Atlantes. Sin embargo, las nidadas de huevos de Gyaos sobrevivieron hasta hoy. Después de matar y comer a todos los habitantes de la isla Himigami y atacar el territorio continental, los Gyaos se ven atraídas al estadio Fukuoka Dome en Fukuoka. Gamera, sintiendo a su antiguo enemigo, despierta y se encamina a Fukuoka. Gamera trató de detener a los Gyaos, matando a dos, pero se vio obstaculizada por los militares, que la consideraban como la mayor amenaza. Eventualmente Gamera mató al último Gyaos, que había anidado en Tokio y había crecido hasta convertirse en Super Gyaos. Super Gyaos también aparece en las escenas de flashback G3, y finalmente se reveló como el verdadero asesino de los padres de Ayana.
Gyaos no figura en Gamera 2, pero es mencionado y es objeto de un libro.
Gyaos regresa con una nueva forma evolucionada conocida como el Hyper Gyaos en Gamera 3. A principios de la película, Gamera batalla con un par de Hyper Gyaos en el distrito Shibuya de Tokio, causando su muerte, pero también mata y hiere desde quince a veinte mil civiles. Después de que Gamera es derrotado por Iris (un Gyaos mutante) en Kioto, miles de Hyper Gyaos se dirigen hacia Japón, con la intención de matar a Gamera de una vez por todas.

### Era Millennium
Gyaos hace una aparición de cameo en la película más reciente de Gamera, Gamera the Brave, Gamera muere mientras combate a varios Gyaos en una pequeña aldea. Esto lo convierte en el único monstruo en la serie de Gamera, aparte del mismo Gamera, que ha aparecido en el Showa, Heisei y Millennium de una forma u otra.

## Otras apariciones
- El Heisei Gyaos también apareció en la corta duración de la serie de cómics de Gamera de Dark Horse. Fue el primer enemigo que enfrenta a Gamera, y que cuyo ADN ayudó a crear el Kaiju Viras.

## Poderes y habilidades
En todas las encarnaciones de Gyaos ha demostrado ser un volador asombrosamente capaz, capaz de volar increíblemente rápido y ágil, y realizar maniobras aéreas con facilidad. Por otra parte, Gyaos tiene la capacidad de disparar ondas sónicas orales. A pesar de que son nocturnos, los Gyaos pueden superar al sol: emiten una niebla de gas para oscurecer el sol y protegerse de las llamas, mientras que la versión Heisei simplemente se transforma en Super Gyaos y forma placas de protección sobre sus ojos. Es interesante señalar que Space Gyaos en Gamera vs. Guiron parece no tener tal aversión a la luz del sol. En la versión Showa también tiene una capacidad regenerativa, ya que pudo regenerar su pie roto después de solo una hora. La versión Heisei mostró varias evoluciones: es asexual y se puede reproducir por su propia cuenta. Si bien no se muestra capaz de ser regenerativo, el Super Gyaos es inmensamente duro físicamente, capaz de resistir fácilmente ataques con misiles, e incluso sobrevivir a la órbita de reingreso a la Tierra.